# Antanifotsy (stad)
Antanifotsy is een stad in Madagaskar gelegen in de regio Vakinankaratra. De stad telt 65.444 inwoners (2005).

## Geschiedenis
Tot 2009 lag Antanifotsy in de provincie Antananarivo. Deze werd echter opgeheven en vervangen door de in totaal 22 regio's van Madagaskar.

## Afbeeldingen

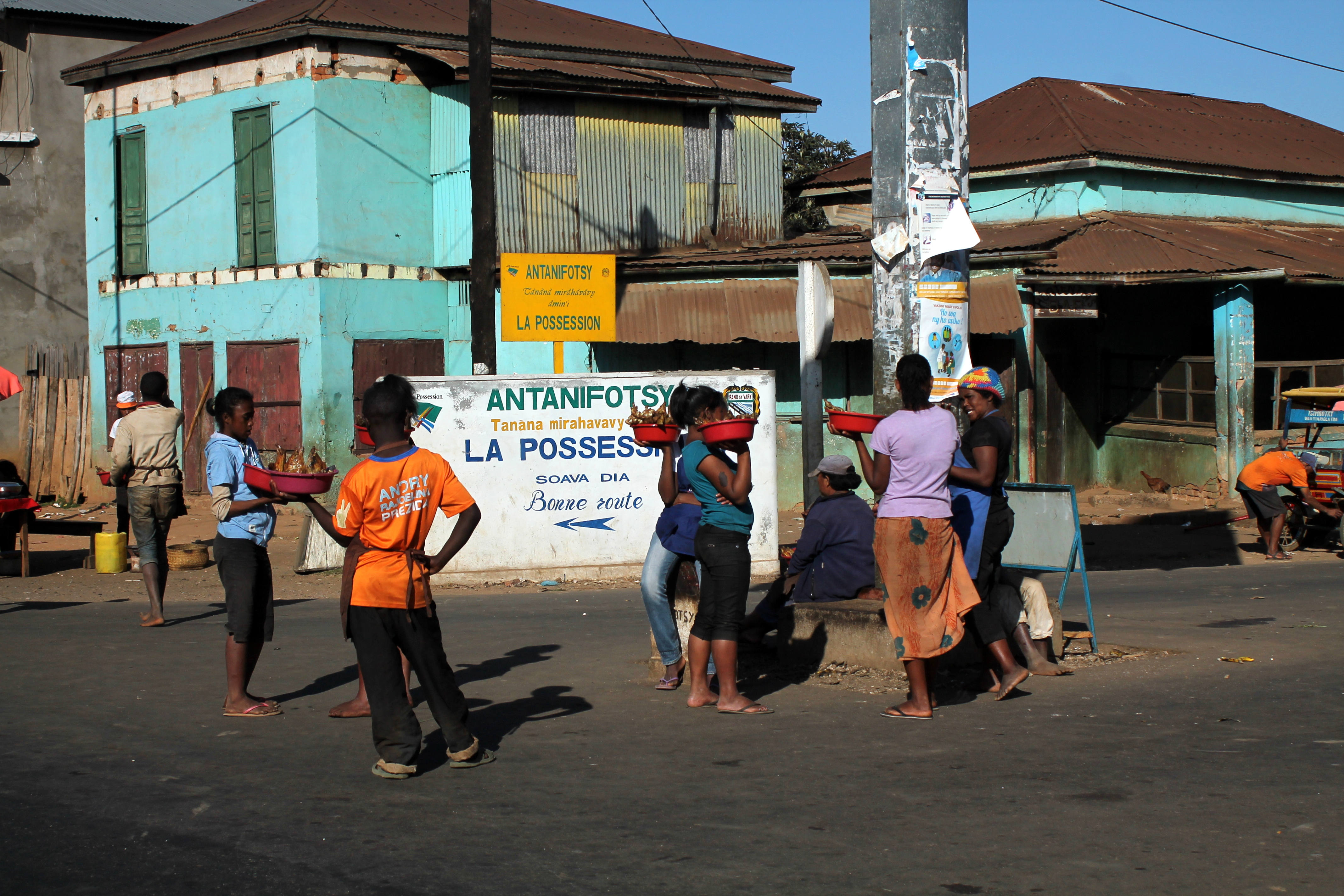